# Monocaténaire
Monocaténaire ou simple brin (sb, en anglais single strand, ss) définit une molécule d'acide nucléique (ADN ou ARN) non appariée à une autre molécule complémentaire. 
Il s'agit donc d'un seul brin d'acide nucléique.
L'ARN messager est monocaténaire car il est constitué d'un seul brin et n'est pas apparié à un autre brin d'acide nucléique complémentaire.
Les acides nucléiques appariés à un brin complémentaire, comme l'ADN génomique, sont dits bicaténaires, car ils sont composés de deux brins.
La présence d'un ADN monocaténaire est une clé de classification des virus à ADN. 
Le premier virus à ADN simple brin identifié a été le phage phiX174. 
Le caractère monocaténaire de son génome a permis d'étudier la réplication de l'ADN et de réaliser les premières expériences de séquençage.